# Chaetura fumosa
El vencejo costarricense (Chaetura fumosa) es una especie de ave apodiforme de la familia Apodidae propia de América Central. Hasta 1998 se consideró una subespecie el vencejo lomiblanco (Chaetura spinacauda), pero ahora se consieran especies separadas.

## Descripción
Es un ave negruzca y de alas delgadas, con una muy contrastante banda clara en la grupa y una garganta clara. Tiene una coloración negra de hollín teñida de azul brillante. Su pico y patas son negros en comparación con el vencejo lomiblanco.
Los vencejos costarricenses suelen alimentarse de insectos que vuelan sobre hábitats abiertos y campos de cultivo, aunque esta especie a veces se puede encontrar en hábitats forestales y semiabiertos. Generalmente se encuentra en grupos de 5 a 10, pero después de la temporada de reproducción forman bandadas de hasta 50 individuos. Se asocia con otros vencejos pequeños como el Chaetura cinereiventris, el Chaetura spinicaudus y el Chaetura vauxi donde los territorios se superponen y en sectores donde la alimentación es buena. Anida en el agujero de un árbol de 10 metros de altura sin distinción de la especie de árbol.

## Distribución y hábitat
Se encuentra en Colombia, Costa Rica y Panamá con un hábitat natural de bosques húmedos tropicales de tierras bajas.